# Colección Museográfica de Arte Sacro
El Museo de arte Sacro de Melilla es un museo de la ciudad española de Melilla situado en el antiguo Convento de los Franciscanos, en el Primer Recinto Fortificado de Melilla La Vieja. Por él se accede a las Cuevas del Conventico.

## Historia
Creado por la Ciudad Autónoma de Melilla, con el Obispado de Málaga y la Vicaría Episcopal de Melilla y con el respaldo de las Cofradías y Hermandades de Melilla la ciudad y con el auspicio de la Fundación Melilla Ciudad Monumental.